# Scelio caloptenorum
Scelio caloptenorum är en stekelart som beskrevs av Riley 1886. Scelio caloptenorum ingår i släktet Scelio och familjen Scelionidae. Inga underarter finns listade i Catalogue of Life.